# Руйнівники моря
«Руйнівники моря» (англ. Sea Spoilers) — містична драма 1936 року, режисер Френка Р. Стрейєра. У головній ролі Джон Вейн.

## Сюжет
Береговий охоронець повинен врятувати свою викрадену дівчину від контрабандистів, які готовин на все, щоб зберегти свій незаконний бізнес з торгівлю шкурами тюленів. В процесі йому доводиться мати справу зі своїм куди менш компетентним начальником, а також самому стати жертвою викрадення контрабандистами.

## Актори
- Джон Вейн — Боб Рендалл
- Нен Грей — Конні Доусон
- Вільям Бейквелл — лейтенант Мейс
- Фьюзі Найт — Хоган
- Рассел Гікс — Філ Морган
- Джордж Ірвінг — коммандер Мейс
- Лотас Лонг — Марі
- Гаррі Дж. Варт — Нік Остін
- Ернест Гілліард — Реджі
- Джордж Гамберт — Джонні «Хоп-Скотч»
- Ітан Лейдлоу — Луї
- Честер Ган — Нафта
- Сай Кендалл — детектив
- Гаррісон Грін — товстун